# Am I OK?
Am I OK? är en amerikansk romantisk dramakomedifilm som hade premiär vid Sundance Film Festival i januari 2022. Filmen är regisserad av Stephanie Allynne och Tig Notaro efter ett manus skrivet av Lauren Pomerantz. Filmen hade premiär den 6 juni 2024 på Max.

## Handling
Filmen kretsar kring Lucy och Jane som varit bästa vänner hela livet. När Jane berättar att hon har för avsikt att flytta till London berättar Lucy att hon gillar kvinnor vilket förändrar deras vänskap.

## Rollista (i urval)
- Dakota Johnson - Lucy
- Sonoya Mizuno - Jane
- Jermaine Fowler - Danny
- Kiersey Clemons - Brittany
- Whitmer Thomas - Ben
- Molly Gordon - Kat
- June Diane Raphael
- Tig Notaro - Sheila
- Sean Hayes - Stu
- Odessa A'zion - Sky